# Вільям Камерон Маккул
Вільям Камерон Маккул (англ. William Cameron McCool; нар. 23 вересня 1961, Сан-Дієго, Каліфорнія — пом. 1 лютого 2003, над Техасом) — американський астронавт, астронавт NASA з 1996 року. Був пілотом шатлу «Колумбія» під час місії «STS-107».
Маккул та інші 6 астронавтів загинули в катастрофі шатлу «Колумбія».